# The Way I Am (canción de Eminem)
«The Way I Am» es una canción escrita, producida e interpretada por el rapero estadounidense Eminem, de su tercer álbum, The Marshall Mathers LP (2000). Fue lanzada como el segundo sencillo del álbum el 3 de octubre de 2000, y posteriormente se incluyó en su álbum recopilatorio de 2005, Curtain Call: The Hits. Alcanzó el puesto número 58 en el Billboard Hot 100. Fuera de Estados Unidos, el tema se ubicó entre los diez primeros puestos de las listas en Bélgica, Finlandia, Países Bajos, Irlanda, Suecia y el Reino Unido.
Marilyn Manson, con quien Eminem tiene una buena relación, creó una versión rap metal incorporando guitarra eléctrica y batería más rápida. Ambos grabaron un video musical en vivo de la canción, el cual tuvo buena rotación en MTV. Aparte de eso, en el vídeo musícal de la canción oficial hay cameos de Marilyn Manson.

## Lista de canciones
Sencillo en CD
| N.º | Título                         | Escritor(es)                          | Productor(es)         | Duración |  |
| 1.  | «The Way I Am»                 | A. Young, M. Mathers                  | Eminem                | 4:51     |  |
| 2.  | «The Kids» (versión explícita) | M. Mathers, J. Bass, M. Bass, S. King | Bass Brothers, Eminem | 5:52     |  |
| 3.  | «'97 Bonnie & Clyde»           | Mathers, J. Bass, M. Bass             | Bass Brothers, Eminem | 5:16     |  |

## Listas de popularidad
| Lista (2000)                    | Posición más alta |
| ------------------------------- | ----------------- |
| Australian Singles Chart        | 34                |
| Billboard Hot 100               | 58                |
| Billboard Hot R&B/Hip-Hop Songs | 26                |
| Billboard Hot Rap Tracks        | 24                |
| Irish Singles Chart             | 4                 |
| Listas musicales de Finlandia   | 8                 |
| Sverigetopplistan (Suecia)      | 6                 |
| Swiss Record Charts             | 19                |
| UK Singles Chart                | 8                 |
| Ultratop 40 (Valonia)           | 9                 |
| Ultratop 50 (Flandes)           | 16                |
| Ö3 Austria Top 40               | 11                |